# Chendur, Gudibanda
Chendur là một làng thuộc tehsil Gudibanda, huyện Kolar, bang Karnataka, Ấn Độ.